# Стригара-Сера (Форли-Чезена)
Стригара-Сера је насеље у Италији у округу Форли-Чезена, региону Емилија-Ромања.
Према процени из 2011. у насељу је живело 69 становника. Насеље се налази на надморској висини од 416 м.